# Holga
La càmera Holga és una càmera fotogràfica de format mig, 120 mm, feta a la Xina, coneguda per la seva baixa fidelitat i la seva estètica plàstica. La càmera Holga va néixer amb la idea de tenir un cost accessible, sent àmpliament produïda, per la seva senzillesa d'assemblatge, i venuda en moltes parts del món, pel seu baix cost.

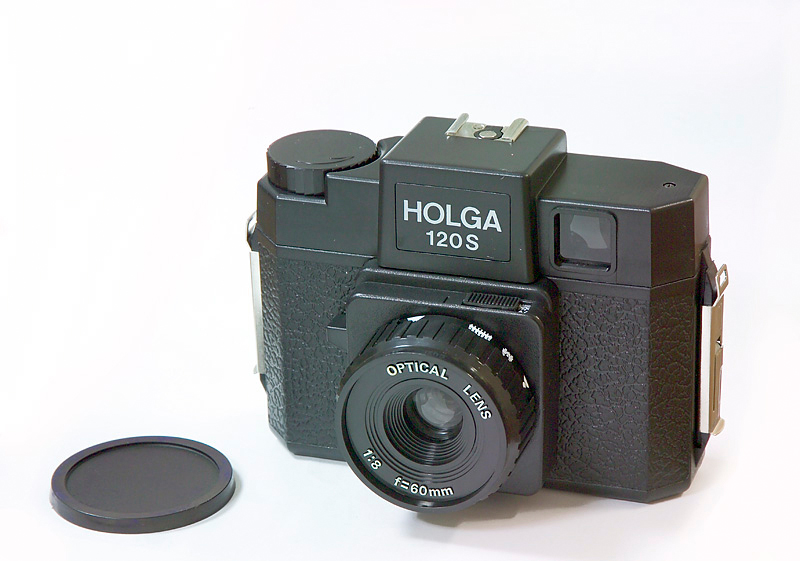
Càmera Holga

Les fotografies que es poden prendre amb aquest tipus de càmeres es caracteritzen per tenir efectes borrosos, fugides de llum, i altres distorsions. Les limitacions de la càmera, han provocat un seguiment de culte, entre alguns fotògrafs, els qui han guanyat premis i concursos d'art, amb la senzillesa d'aquesta càmera.

## Història
La càmera Holga va ser dissenyada per l'any 1981, i va aparèixer per primera vegada fora de la Xina en 1982 a Hong Kong. En aquest moment, el format de 120 mm en rotllo de blanc i negre era la pel·lícula més àmpliament distribuïda a la Xina. El concepte era simple: una càmera senzilla, de baix cost, que utilitzava pel·lícula de 120 mm (considerat format mig). Contenia únicament el mecanisme bàsic necessari per fer fotos, i oferia una alternativa molt barata i accessible a estudiants i entusiastes del mig format, que d'una altra manera (i a causa dels alts costos que té aquest tipus de fotografia) es feia pràcticament inaccessible.
Originàriament, la càmera rep el nom ho gwang, que significa "molt lluminós". És a partir d'un sondeig lingüístic als països occidentals que passa a cridar-se Holga. Va ser dissenyada per registrar esdeveniments i retrats de família i va permetre un ambient progressista tenint una bona acceptació al mercat xinès. Pel seu baix cost en materials i la seva alta producció, així com la seva disponibilitat, es van fer molt populars, convertint la fotografia en un hobby nacional i en una obsessió; No obstant això, l'expansió en l'adopció del format de pel·lícula de 35 mm i la importació de pel·lícules va fer que ràpidament fos substituïda. A la recerca de nous mercats, el fabricant va buscar distribuir-la fora de la Xina. Pocs anys després de la seva introducció als mercats estrangers, alguns fotògrafs van començar a utilitzar-la per a escenes surrealistes de paisatge, naturalesa morta, retrat, i sobretot, fotografia urbana. Els fotògrafs que compten amb equips Holga l'han apreciat per la seva falta de precisió, fugides de llum, i les qualitats de baix cost, la qual cosa va obligar el fotògraf a centrar la innovació i la visió creativa en lloc de la tecnologia. En aquest sentit, l'Holga es va convertir en el successor de la càmera Diana i d'altres càmeres de joguina.
Una fotografia del vicepresident nord-americà Al Gore durant un acte de campanya presa per David Burnett amb una Holga va obtenir un premi en 2001.
Recentment, l'Holga ha experimentat un renovat interès dels consumidors fora de la Xina. Aquest fenomen forma part de la creixent popularitat de les càmeres de joguina, que els moviments de la contracultura erigeixen com a resposta creativa a la creixent complexitat de les càmeres modernes.

## Configuració d'apertura
La majoria de les càmeres Holga utilitzen un lent d'una sola peça de plàstic amb un llarg focal de 60 mm i utilitzen un sistema de zones d'enfocament que pot ajustar des de elements a 1 metre de distància fins a l'infinit. Igual que els lents de menisc senzill, les exposicions poden ser d'enfocament suau i l'aberració cromàtica. Altres variants Holga compten amb una lent de cristall simple, però són idèntiques en construcció al model de lent de plàstic. Diversos fabricants han tret a la venda versions principalment de plàstic, però també amb lent de vidre, al Japó i Xina.
Hi ha una apertura d'ajust de l'interruptor de la càmera amb dues posicions indicades per: assolellat i ennuvolat, amb un valor nominal de f11 i el f8, respectivament. A causa d'un descuit de fabricació, aquest paràmetre no té cap efecte en les càmeres, i l'obertura efectiva es troba al voltant de f13, donant a l'Holga una sola obertura. No obstant això, aquestes càmeres són fàcils de modificar per proporcionar dos ajustos utilitzables. Les obertures de f10 i f13 funcionen bé per a les pel·lícules de velocitat ISO 200, mentre que els ajustos de f13 i f19 tendeixen a adaptar-se més ràpid de pel·lícules d'ISO d'entorn 400.

## Format de pel·lícula
Va ser originalment dissenyada per acceptar un format de 6 × 4 / 5 × 6. No obstant això, una vegada que la càmera va entrar en producció, (enfosquiment de les cantonades de la fotografia final) la càmera va ser modificada a un format de 6 × 6. Per tant, les primeres Holga tenien la seva grandària de pel·lícula fortament fixada per disparar només 6 × 4,5. L'opció de molts propietaris era eliminar tant aquesta restricció com la màscara de la pel·lícula 6 x 4,5 per així, trobar l'efecte desitjable. Més tard, tant l'Holga com el 120N van venir amb dues màscares, en format de 6 × 4,5 i 6 × 6. L'Holga fins i tot podia ser modificada per utilitzar pel·lícula de 35 mm.

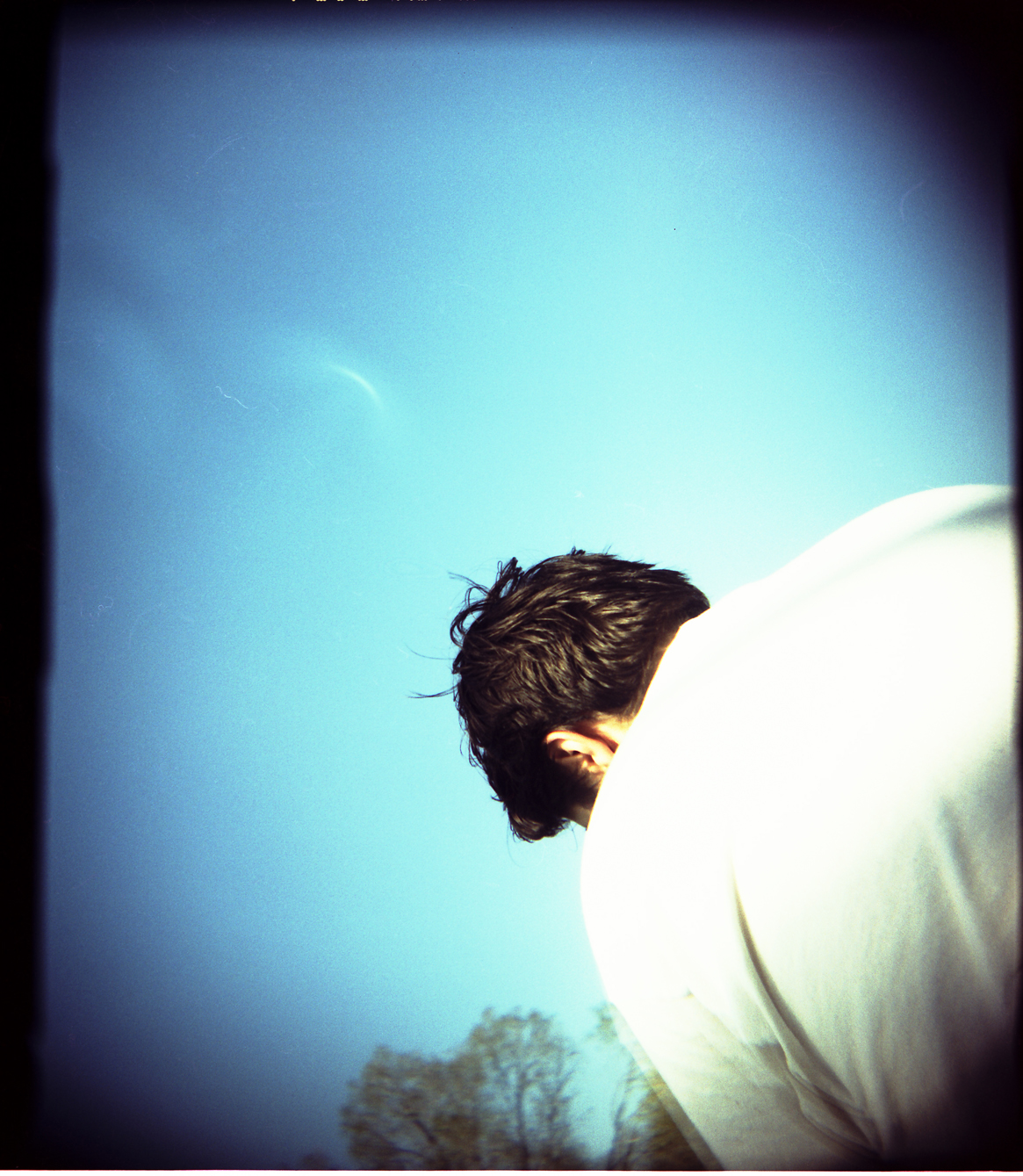
Fotografia feta amb una càmera Holga.

Les Holga tenen una velocitat d'obturació d'aproximadament 1/100 o 1/125 de segon i bulb. La càmera pot disparar 16 exposicions per rotllo de 120 en format 6 x 4,5 cm o 12 exposicions en format 6 x 6. En la part posterior té un selector de la mà. Té una feblesa del disseny: el nombre d'exposicions no és al costat de la finestra vermella, sinó que és apuntat per la fletxa en l'interruptor.

## Accessoris
Els accessoris són variats i permeten al fotògraf modificacions físiques, així com efectes especials. Aquests accessoris són:
- Adaptador de pel·lícula, 35 mm. Disponible en dos models: panoràmica. Tots dos adaptadors venen amb una prova de la llum posterior i una màscara feta per mantenir el cartutx 135 en el seu lloc.
- Lent ull de peix; produeix imatges d'ull de peix circular.
- El suport del filtre i els filtres. Pot contenir un o dos filtres, depenent del model.
- Holgon Flaix, un petit flaix normal.
- Holgon Strobe Flaix, un flaix voluminós que compta amb flaix estroboscòpic múltiple (que no deixa de parpellejar mentre el obturador està obert en la manera de bulb).
- Boses de la càmera, disponibles en petit i gran mida.
- Holga Ampliadora, una ampliadora amb ajuda de cambra fosca amb dues lents de baix cost i diverses màscares portadors negatius tant per 120 i 35 mm en format.

## Models

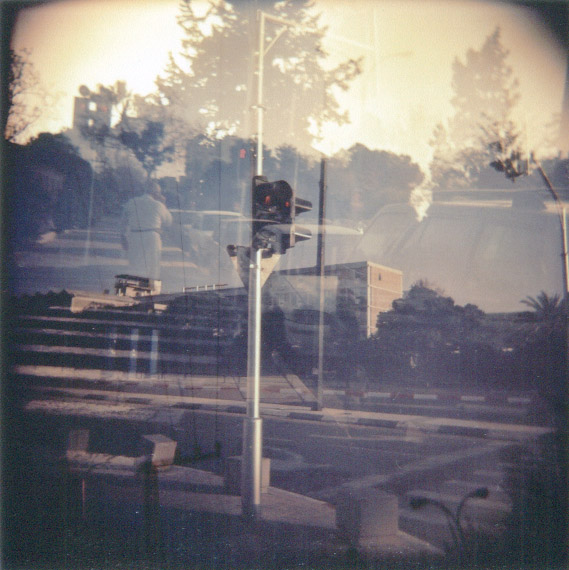

### 120
- Holga 120S - L'original Holga, actualment no continuada. Velocitat d'obturació fixa.
- Holga 120N - Versió actualitzada amb lent de plàstic amb 60 mm f / 8, trípode, mode d'exposició.
- Holga 120SF - Una Holga 120S, amb flaix incorporat.
- Holga 120FN - Un 120N Holga amb flaix incorporat.
- Holga 120CFN - Un 120FN Holga amb una funció de flaix en color.
- Holga 120GN - Una Holga 120N amb lent de cristall.
- Holga 120GFN - Un 120FN Holga amb lent de cristall i flaix integrat.
- Holga 120GCFN - Un 120FN Holga amb flaix de color i lent de cristall.
- Holga 120TLR - Un 120CFN Holga amb un doble lent reflex (TLR) del visor en lloc del visor estàndard, amb un centelleig de color ressituat.
- Holga 120GTLR - Un 120TLR Holga amb lent de cristall.
- Holga 120PC - Una versió del forat d'agulla de la 120N amb 6 x 4.5 cm o 6 x 6 cm de format.
- Holga 120WPC - Una versió del forat d'agulla d'ample de la 6 x 9 120N utilitzant o format 6 x 12cm.

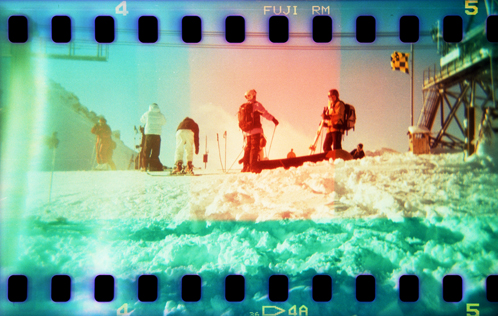
Pel·lícula de 35 mm feta con una càmera Holga.

### 24x36 mm
- Holga 135 - Una Holga amb pel·lícula de 35 mm.
- Holga 135BC - Una Holga per a pel·lícula de 35 mm, lent de plàstic i la mateixa lent de muntatge de la Holga 120, però amb 45 mm de lent. "AC" significa "cantonades doblegades".
- Holga 135PC - La versió del forat d'agulla de la Holga com a joguina.
- Holga 135AFX - 38 mm f/3.8 lent amb enfocament automàtic d'infrarojos, la càrrega automàtica de la pel·lícula, flaix pop-up i el disparador de bloqueig.
- Holga K202 - Kitty Miau, càmera en forma d'una cara de gat amb llums intermitents i el so del gat.
- Holga K200N - Una pel·lícula de 35 mm d'apuntar i disparar Holga amb flaix de color i un ull de peix desmuntable.
- Holga K200NM - El K200N a més d'un visor d'ull de peix i un botó d'exposició múltiple.
- Holga 135TIM - Un marc de 35 mm.
- Holga 135TLR - Una Holga de 35 mm de doble lent reflex.